# Operador Hutchinson
En matemàtiques, en l'estudi dels fractals, un operador de Hutchinson és l'acció col·lectiva d'un conjunt de contraccions, anomenat sistema de funcions iterades. La iteració de l'operador convergeix a un atractiu únic, que és el conjunt fix sovint autosimilar de l'operador.

## Definició
Sigui {\displaystyle \{f_{i}:X\to X\ |\ 1\leq i\leq N\}} un sistema de funcions iterades o un conjunt de contraccions d'un conjunt compacte {\displaystyle X} a si mateix. L'operador {\displaystyle H} es defineix sobre subconjunts {\displaystyle S\subset X} com
{\displaystyle H(S)=\bigcup _{i=1}^{N}f_{i}(S).\,}
Una pregunta clau és descriure els atractius {\displaystyle A=H(A)} d'aquest operador, que són conjunts compactes. Una manera de generar aquest conjunt és començar amb un conjunt compacte inicial {\displaystyle S_{0}\subset X} (que pot ser un únic punt, anomenat llavor) i iterar {\displaystyle H} com segueix
{\displaystyle S_{n+1}=H(S_{n})=\bigcup _{i=1}^{N}f_{i}(S_{n})}
i prenent el límit, la iteració convergeix cap a l'atractor
{\displaystyle A=\lim _{n\to \infty }S_{n}.}

## Propietats
Hutchinson va mostrar el 1981 l'existència i la singularitat de l'atractiu {\displaystyle A} . La demostració segueix mostrant que l'operador de Hutchinson és contractiu en el conjunt de subconjunts compactes de {\displaystyle X} a la distància de Hausdorff.
Col·lecció de funcions {\displaystyle f_{i}} juntament amb la composició formen un monoide. Amb N funcions, es pot visualitzar el monoide com un arbre N-ari complet o un arbre de Cayley.